# Mooreite
La mooreite  è un minerale.